# Georg Matthias Bose

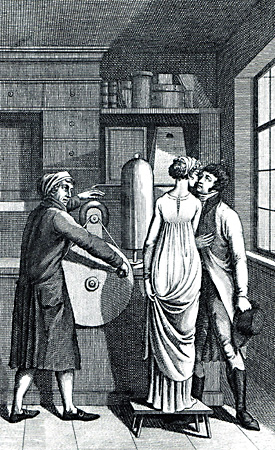
Vorführung einer elektrostatischen Entladung, wie sie auch von Bose demonstriert wurde. Die auf einem Isolierschemel stehende Frau wird mit Hilfe einer Elektrisiermaschine elektrostatisch aufgeladen. Kurz bevor sie die Lippen des rechts von ihr stehenden Mannes berührt, entlädt sich die Elektrizität in einem Funken. Vorführungen dieser Art waren im 18. Jahrhundert ein beliebtes Mittel, das Publikum durch Naturphänomene zu unterhalten und in Erstaunen zu versetzen. (Darstellung um 1800)

Georg Matthias Bose (* 22. September 1710 in Leipzig; † 17. September 1761 in Magdeburg) war ein deutscher Physiker und Astronom.

## Leben
Georg Matthias Bose war der Sohn des einflussreichen Kaufmanns Georg Heinrich Bose. Er wuchs in direkter Nachbarschaft zu Johann Sebastian Bachs Familie auf. Bose erwarb nach einem Studium der Mathematik, Naturkunde und Medizin an der Universität Leipzig 1727 den Magister der Philosophie und wurde Assessor der philosophischen Fakultät in Leipzig. Während seiner Leipziger Zeit hielt er Vorlesungen über Physik und begann 1735, sich mehr mit der neu aufkommenden Wissenschaft der Elektrizität zu beschäftigen.
Die elektrischen Versuche, mit denen er sich vorzugsweise befasste und die er als „Beatifikationen“ bezeichnete, beschäftigten sich mit der Elektrifizierung des isolierten menschlichen Körpers. Seine spektakulären öffentlichen Vorführungen, in denen Menschen „elektrifiziert“ wurden, sorgten für Furore und verhalfen der neuen Wissenschaft zum Durchbruch.
Nach zwei Bittgesuchen an den König wurde Bose 1738 als ordentlicher Professor der Physik an die Universität Wittenberg berufen und erwarb dort durch seine Arbeiten über die Elektrizität den „Ruhm eines Guericke unsrer Zeit“. In zahlreichen Versuchen demonstrierte er die elektrischen Phänomene und förderte damit das Verständnis der Thematik. Er war der Erste, der Schießpulver durch einen elektrischen Funken entzündete. Der Elektrisiermaschine von Francis Hauksbee fügte er einen Konduktor hinzu. Dieser Konduktor speichert elektrische Ladungen, die ihm dann auch wieder entzogen werden können. Damit verfügte er über ein probates Mittel, um elektrische Schläge zu verstärken. Zu Demonstrationszwecken lud er eine Frau, die er isoliert hatte, elektrisch auf. Diese gab Gästen seiner Vorlesungen einen Kuss. Da die Gäste nicht isoliert waren, entlud sich die elektrische Ladung und die Gäste erhielten einen elektrischen Schlag.
Zuweilen hielt er auch privat mathematische Lektionen. Wegen seiner gründlichen mathematischen Kenntnisse und des Besitzes einer Sammlung mathematischer Instrumente schlug seine Fakultät 1742 vor, ihm die Professur der niederen Mathematik zu adjungieren. Die Universität verwarf aber alle die niedere Mathematik betreffenden Kombinationsvarianten.
Zwischen 1749 und 1753 fand eine Auseinandersetzung zwischen Bose und der Wittenberger theologischen Fakultät statt. Diese warf ihm vor, zum Nachteil der evangelisch-lutherischen Kirche und entgegen dem von ihm abgelegten Religionseid allzu viel Achtung für das Papsttum gezeigt zu haben. Sie verlangte daher die Vorzensur aller seiner theologischen und auf den Papst bezüglichen Veröffentlichungen.
Bose sah in seinem Briefwechsel mit Rom wohl nur einen zeitgemäßen, wenngleich für einen Wittenberger spektakulären Gedankenaustausch unter Gebildeten verschiedenen Glaubens. Die gegen ihn gerichtete Zensur der theologischen Fakultät muss er als Bedrohung freier wissenschaftlicher Kommunikation empfunden haben. So sah er sich 1749 genötigt, aus seinem Programm zur bevorstehenden Magisterpromotion die auf den gelehrten und aufgeklärten Papst Benedikt XIV. bezogenen Worte „augustus musarum protector, et omnis litteraturae promotor eximius“ (deutsch: „erhabener Beschützer der Musen und aller Literatur besonderer Förderer“) zu streichen. Ein königliches Machtwort setzte am 15. Januar 1753 dem Streit zwischen Bose und der theologischen Fakultät ein Ende.
Bose wurde Ostern 1748 erstmals zum Rektor der Universität Wittenberg gewählt. Während seiner zweiten Amtszeit, die Ostern 1760 begann, wurde er im Siebenjährigen Krieg am 10. August unerwartet von den preußischen Besatzern Wittenbergs festgenommen. In privaten Angelegenheiten hatte er einen Brief nach Dresden gesendet, der von den Preußen abgefangen worden war. Wegen des Verdachts der Weitergabe eines militärischen Geheimnisses wurde er am 26. August auf die Festung in Magdeburg verbracht, wo er 1761 in Haft verstarb.
Seit 1746 war er Mitglied der Académie des sciences in Paris.

## Wirken
Bose hat sich durch seine zahlreichen Versuche bedeutende Verdienste um die Elektrizitätslehre erworben. Besonderes Aufsehen erregte seine „Beatifikation“, welche darin bestand, dass er, mit verschiedenen Metallgegenständen ausgerüstet, auf eine durch einen Pechanstrich isolierte Kiste stieg und sich elektrisieren ließ, wodurch sein Körper wie mit einem Glorienschein umgeben erschien.
Seine zahlreichen Schriften sind zumeist physikalischen und astronomischen Inhalts. In gehobener Sprache beschreibt er in seinen Werken „De attractione et electricitate“ (1738), „Tentamina electrica“ (1744) und „De electricitate inflammante et beatificante“ diese Vorgänge. Für die Gräfin von Brühl, die ihn in Wittenberg besuchte, verfasste er auch ein Lehrgedicht „Die Elektricität nach ihrer Entdeckung und Fortgang mit poetischer Feder entworfen“ (1744), in dem er unter anderem auch seinen elektrischen Kuss beschrieb, und welches er selbst ins Französische übersetzte („L’ Electricite, son origine et ses progres“ ,1754). Er verfasste auch in der Philosophical Transactions der Royal Society 1749 den Beitrag „On the electricity of glass“. Auch hat er sich auf dem Sektor der Astronomie betätigt. So verfasste er mit „Eclipseos lunaris MCCCCLVII d. III. Sept. ... secularia ... celebranda indicit“ ein Universitätsprogramm über Georg Peuerbach. Dieses war als Einladung zur Feier des 300. Jahrestages einer von Peuerbach und seinem Schüler Regiomontanus beobachteten vollständigen Mondfinsternis gedacht.

## Werkauswahl

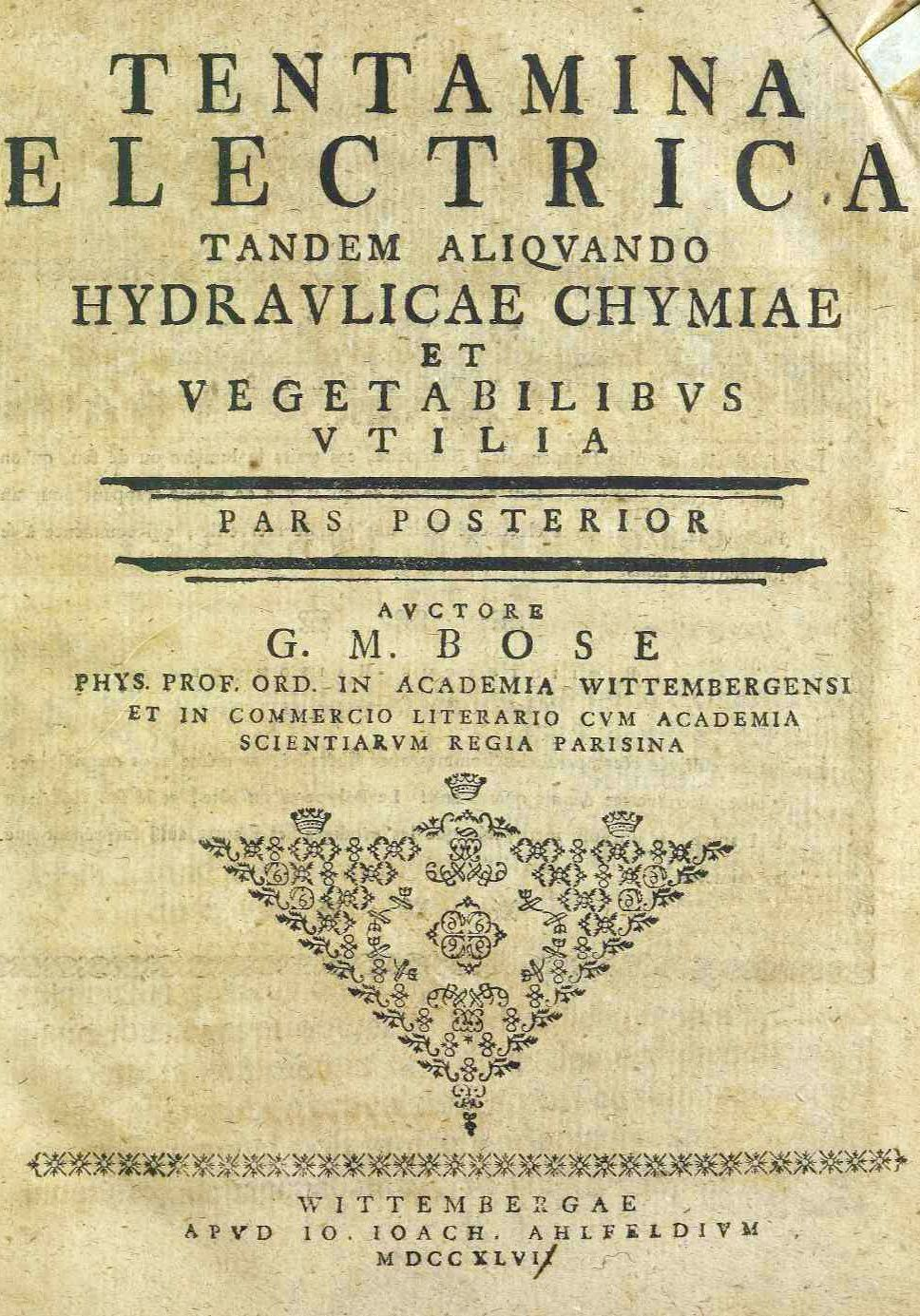
Tentamina electrica, 1747

- De Obstetricum Erroribus a Medico Forensi pervestigandis consensu. Leipzig 1729. (Digitalisat)
- In eclipsin terrae 1733. Breitkopf, Leipzig 1733. (Digitalisat)
- Hypothesis soni perraultiana ac in eam meditationes. Breitkopf, Leipzig 1734. (Digitalisat)
- Schediasma literarium quo contenta elementorum Euclidis enunciat simul de variis horum editionibus post Fabricium nonulla disserit. Breitkopf, Leipzig 1737. (Digitalisat)
- De Marte Conglaciante. Wittenberg 1733. (Digitalisat)
- De attractione et electricitate oratio inauguralis. Eichsfeld, Wittenberg 1733. (Digitalisat)
- Otia VVittembergensia Critico-Physica, De Keplero, Newtoni praecursore, Lipsia Ptolemaeo ignota, et tabula Peutingeriana, Porcellana, Saccharo, Cochenilla veterum, Dodecade Librorum rariorum, Siphone in vacuo, Anatomia ranae in vacuo extinctae et viuae. Eichsfeld, Leipzig 1739. (Digitalisat)
- Votiva acclamatio serenissimo principi ac domino domino Friderico Christiano, principi regio ac electorali ... principi iuventutis faustis ominibus ex itinere reduci sacrata. Leipzig 1740. (Digitalisat)
- Secvlaria Torricelliana indicit, simul rectorem academiae magnificvm, patres conscriptos, omnivm ordinvm sacris addictos, generosissimos ac nobilissimos scientiarvm cvltores ad avdiendam orationem Torricellii panegyricam. Tzschiedrich, Leipzig 1743. (Digitalisat) Auch In: Calogera's Opusculi scientifici e filolugici T. 32. p. 1–58.
- Transitus Mercurii sub sole observatus d. 5 Nov. 1743. in Actis Erud. a. 1744. p. 121–128. Französisch von ihm selbst unter dem Titel: Reflexions sur la dernière passage de Mercure, par le Soleil, faite à Wittebergue le 5 Nov. 1743
- Programma de electricitate. Wittenberg 1743
- Commentatio de electricitate inflammante et beatificante. Wittenberg 1744. Diese beiden Schriften ließ er nebst der Schrift De Marte conglaciante unter folgendem Titel zusammen drucken: Tentamina electrica, in Academiis regiis, Londinensi et Parisiensi, primum, habita omni studio repetita, et novis accessionibus locupletata. Ahlfeld, Wittenberg 1744. (Digitalisat) Französischer Titel: L Electricité, son origine et ses progrès; poëme en deux livres - traduit de l’ Allemand par M. l’Abbé Joseph Ant. de C***. Leipzig 1754
- Recherches sur la cause et sur la véritable théorie de l’ électricité. Schlomach, Wittenberg 1745. (Digitalisat)
- Discours sur la lumière des Diamants et de plusieurs autres corps, prononcé à Leipsic le 12 May 1745, devant leurs Altesses royales le Prince héréditaire de Saxe et le Prince Xavier. Göttingen 1745. Deutsch: Rede von dem Lichte der Diamanten und anderer Körper im Finstern, gehalten auf der Universitätsbibliothek zu Leipzig. Wittenberg 1745. (Digitalisat)
- Tentamina electrica, tandem aliquando Hydraulicae, Chymiae et vegetabilitas utilia. Pars posterior. Ahlfeld, Wittenberg 1747. (Digitalisat)
- Programma de bibliothecae Badensis fatis. Wittenberg
- Programma de Osymandiae circulo aureo. Wittenberg 1749
- Observatio eclipseos lunaris totalis, habita Witteberg 1750
- Commercium epistolicum de Sesostridis, Augusti et Benedicti XIV Obelisco; obiter Plinius Historiographus et Diodorus Siculus emendantur. Greifswald 1751. (Digitalisat)
- Placita philosophorum de terrae motus causis. Schlomach, Wittenberg 1756. (Digitalisat)
- Sympathiam attractioni et gravitati subsituit. Schlomach, Wittenberg 1756. (Digitalisat)
- Eclipseos lunaris MCCCCLVII D. III Sept. quo coelesti indulgentia natalis uraniae tercentesimus felici affulget sidere secularia. Schlomach, Wittenberg 1757. (Digitalisat)
- Observationes astronomicae, quas ex praescripto Acad. Scient. Reg. Paris. Habuit Wittembergae; in: Acta Eruditorum 1753, P. 466–480.
- Apotheosis Richmanni, carmine Latino 1756. In: Erweiterungen der Erkenntniss und des Vergnügens, Bd. 7. S. 431–441
- Oratio habita in promotione Doctorum Philosophiae publica 1755 M. Octobri; ebend. Bd. 8
- On the Electricity of Glass, that has been exposed to strong Fires. In: Philosophical Transactions N. 492.